# Pteris papuana
Pteris papuana är en kantbräkenväxtart som beskrevs av Vincenzo de Cesati. Pteris papuana ingår i släktet Pteris och familjen Pteridaceae. Inga underarter finns listade.